# Джілда Манолеску
Джілда Манолеску (15 липня 1974 — 23 вересня 2008) — румунська кіноакторка.

## Біографія
Джілда Манолеску грала в кіно в дитячому віці і набула широкої популярності після того, як зіграла головну роль Марії в румунсько-радянському фільмі-казці «Марія, Мирабела» (1981), який зняв Іон Попеску-Гопо у співпраці з Наталією Бодюл.
Після прем'єри фільму її мати разом з дітьми (Джілдою та молодшим братом) переїхала до Німеччини та оселилася там. Мати, Дана Манолеску була відомою балериною та хореографом та відкрила балетну школу, де навчалася і її дочка. Пізніше мати повернулася до Румунії, зараз працює в Румунському театрі опери та балету в Бухаресті.
Джілда потрапила в автомобільну аварію, винуватцем якої був її приятель-наркоман за кермом. Довго лікувалась від травм, внаслідок чого була змушена залишити балет. Переїхала у Берлін, де працювала флористкою.
У віці 34 років була викрадена на вулиці нещодавно звільненим злочинцем-рецидивістом, який ґвалтував її протягом 3 днів. Це остаточно підірвало її здоров'я. Померла у лікарні від ниркової недостатності, що розвинулася на тлі травматичного шоку.

## Фільмографія
- Марія, Мирабела (1981) — Марія